# Ian Jones (Fußballspieler)
Ian Jones (* 11. Juli 1980 in Liverpool) ist ein ehemaliger englischstämmiger Fußballtorhüter von den Turks- und Caicosinseln.

## Karriere

### Verein
Der Torhüter spielte für KPMG United und die SWA Sharks in der heimischen Provo Premier League.

### Nationalmannschaft
Sein Debüt für die Nationalmannschaft der Turks- und Caicosinseln gab Jones am 6. Februar 2008 gegen die Nationalmannschaft von St. Lucia im Rahmen der Qualifikation für die WM 2010. Das Spiel gewannen die Turks- und Caicosinseln mit 2:1. Anschließend hütete er auch im Rückspiel das Tor, welches aber diesmal mit 0:2 verloren wurde. Es folgten zwei weitere Einsätze gegen die Bahamas und gegen die Nationalmannschaft der St. Kitts und Nevis, bei denen er jeweils sechsmal hinter sich greifen musste.